# Phaenocarpa angustifossa
Phaenocarpa angustifossa är en stekelart som beskrevs av Fischer 1975. Phaenocarpa angustifossa ingår i släktet Phaenocarpa och familjen bracksteklar. Inga underarter finns listade i Catalogue of Life.